# Ferdinand III (roi de Castille)
Pour les articles homonymes, voir Ferdinand, Saint Ferdinand et Saint-Ferdinand.
Ferdinand III, ou saint Ferdinand de Castille, né en 1201 et mort en mai 1252 à Séville, est roi de Castille et de Tolède de 1217 à 1252, et roi de León et de Galice de 1230 à 1252. 
Fils du roi Alphonse IX de León et de Bérengère de Castille, il unit de manière définitive les royaumes de Castille et de León en 1230. Conquérant de Cordoue, Murcie, Jaén et Séville, il joue un rôle considérable dans la Reconquista. Son action militaire contre les Maures lui vaut d'être canonisé au XVIIe siècle. C'est un saint fêté le 30 mai.

## Biographie

### Roi de Castille

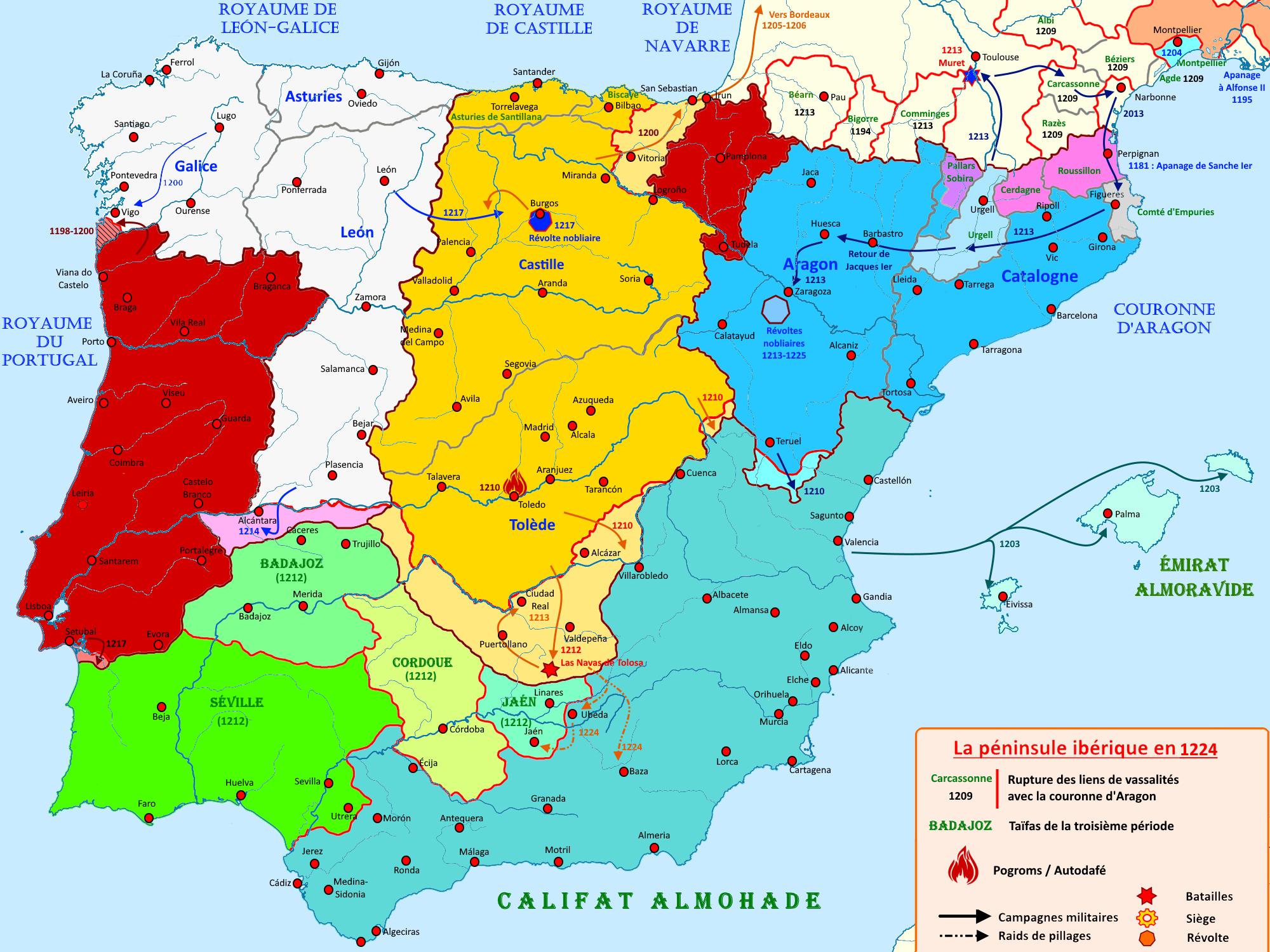
Le royaume de Castille (en jaune) en 1224.

Fils du roi Alphonse IX de León et de Bérengère de Castille, Ferdinand naît en juin 1201. Bien qu'issu d'une double lignée royale, Ferdinand n'est tout d'abord pas destiné à régner. Après l'annulation du mariage de ses parents pour cause de consanguinité en 1204, son éducation est assurée à Burgos par sa mère Bérengère. Lorsque le roi Alphonse VIII de Castille, vainqueur des Almohades à Las Navas de Tolosa, meurt en 1214, son fils Henri lui succède sur le trône sous la régence de sa sœur Bérengère. Henri meurt prématurément trois années plus tard. Bérengère de Castille, fille aînée d'Alphonse VIII, est alors proclamée reine par les Cortes de Castille. La nouvelle souveraine abdique immédiatement en faveur de son jeune fils Ferdinand, qui devient roi en 1217.
Une partie de la noblesse castillane se révolte, appuyée par le père de Ferdinand, Alphonse IX, désireux d'annexer le royaume voisin afin d'y régner de jure uxoris (par le droit de sa femme). Ce dernier pénètre même en Castille et est repoussé par Ferdinand. Fort du soutien des villes et du clergé et aidé par les talents diplomatiques de Bérengère, Ferdinand impose aux Lara, la plus puissante maison de Castille, la signature d'un traité à Zafra, en 1222, qui met fin à l'agitation du royaume.

### Roi de León et union des royaumes

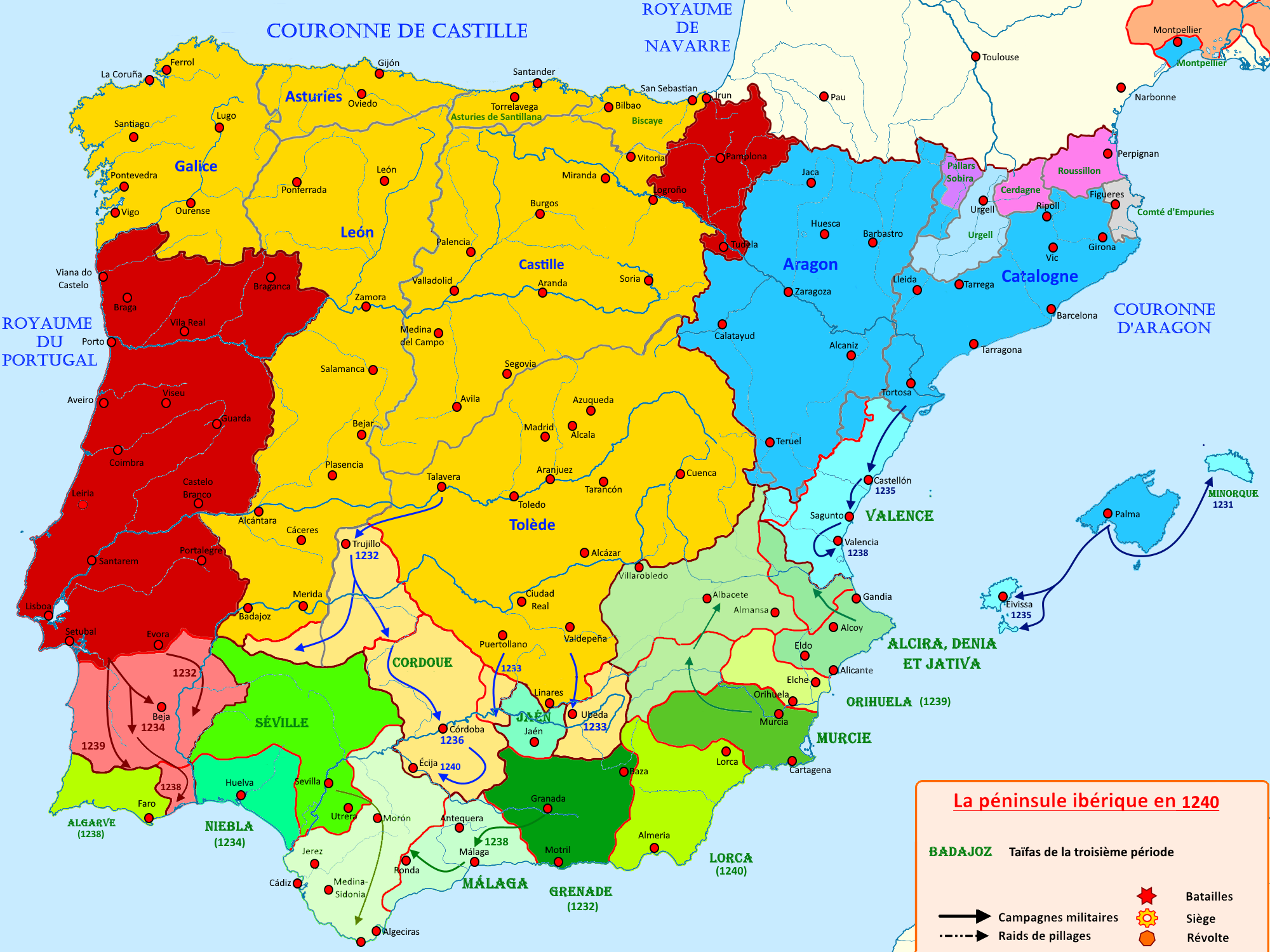
La couronne de Castille (en jaune) de 1230 à 1240.

Le calme revenu, Ferdinand envisage de reprendre l'initiative dans les opérations militaires contre les Maures d'al-Andalus. La mort de son père Alphonse IX de León l'amène à repousser ce projet. Le mariage de ce dernier avec Bérengère de Castille avait été annulé pour cause de consanguinité par le pape Innocent III et Bérengère était retournée en Castille avec ses enfants. Peu avant sa mort, Alphonse IX lègue son royaume aux filles nées de son premier mariage avec Thérèse de Portugal, Douce et Sancha. Avec l'appui du roi de Portugal Sanche II, Bérengère de Castille négocie avec ses belles-filles la cession de leurs droits sur la couronne de León. Ferdinand III est ainsi proclamé roi et réunit définitivement les deux couronnes, séparées depuis la mort d'Alphonse VII en 1157.
Cet épisode constitue l'un des témoignages les plus éloquents de l'influence et de la place de Bérengère durant le règne de son fils. Précieuse conseillère, elle se distingue également par ses qualités politiques dans la négociation et dans la gestion du royaume, dont elle assume la gestion durant les longues campagnes de son fils en al Ándalus. Elle rejoint en cela sa sœur, Blanche de Castille, mère de Louis IX de France, dont elle demeure le plus fidèle conseiller. Les destins des deux familles partagent de nombreux points communs, notamment dans le domaine religieux. Tant Ferdinand que son cousin Louis se montrent actifs dans la lutte contre les Maures : le premier, par la Reconquista, le second, par son engagement dans les croisades. Tous deux sont d'ailleurs canonisés.
L'union des deux royaumes marque une étape importante dans la formation de l'Espagne. La nouvelle couronne de Castille représente désormais la principale puissance péninsulaire, capable de rivaliser avec les grandes monarchies occidentales. Ses domaines sont immenses et comprennent les territoires désignés plus tard comme la Vieille-Castille, auxquelles s'ajoutent, depuis le XIe siècle l'Estrémadure castillane, autour de Ségovie et d'Ávila et le royaume de Tolède (appelé plus tard la Nouvelle-Castille). Le royaume de León est pour sa part formé du León proprement dit (autour des villes de León et de Zamora), des Asturies, de la Galice et de l'Estrémadure léonaise (autour de Salamanque). Les progrès d'Alphonse IX face aux Maures vers la fin de son règne, lui permettent d'ajouter la quasi-totalité de l'actuelle Estrémadure à son royaume (avec les villes de Cáceres et de Badajoz). Ferdinand III règne désormais sur un territoire plus étendu et plus peuplé que ses voisins du nord péninsulaire (Aragon et Navarre) et animé par une économie très active. Son action militaire en al-Andalus est confortée par cette nouvelle donne territoriale qui lui assure d'importantes rentrées fiscales. Les territoires que Ferdinand III s'apprête à conquérir vont encore accroître les possessions de la couronne.

### Conquête du sud péninsulaire

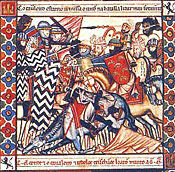
Scène de bataille entre maures et chrétiens.
Miniature des Cantigas de Santa María d'Alphonse X.

En 1217, la Reconquista est déjà une  affaire avancée dans la péninsule ibérique. Les temps de l'émirat et du califat de Cordoue représentent une période difficile pour les chrétiens du Nord. L'idée même de Reconquista, qui transparaît dans les chroniques asturiennes et léonaises, demeure à l'état embryonnaire. La chute du pouvoir cordouan, puis le morcellement d'al-Andalus en taïfas qui en résulte au XIe siècle, changent la donne. Les chrétiens reprennent l'initiative avec toujours plus de succès. À l'arrivée des Almohades, autoritaires à l'obédience religieuse stricte, apparaît l'idée d'une lutte contre les occupants Maures. Le combat contre les Maures cesse de se réduire à des considérations foncières pour prendre des aspects religieux d'une époque marquée par les croisades. La bataille de Las Navas de Tolosa est un événement fort : elle affaiblit considérablement la puissance almohade et ouvre les portes de l'Andalousie.
Ferdinand III gagne l'appui de nombreux alliés dans cet effort conquérant : les villes lui sont fidèles et fournissent de nombreux contingents, les ordres militaires (Santiago, Alcántara, Calatrava) se consacrent entièrement à cette cause contre les musulmans et les évêques, mus tant par leur ferveur religieuse que par les perspectives financières qui s'ouvrent à eux, se joignent au roi. Il convient de souligner la très forte implication de l'archevêque de Tolède, Rodrigo Jiménez de Rada, déjà propriétaire d'immenses terres dans toute la Manche, qui chevauche auprès du roi jusqu'à sa mort en 1236. La noblesse satisfait à son obligation de'auxilium, trouvant dans ces guerres l'occasion de défendre sa foi et d'accroître son patrimoine foncier.

### Campagnes préliminaires

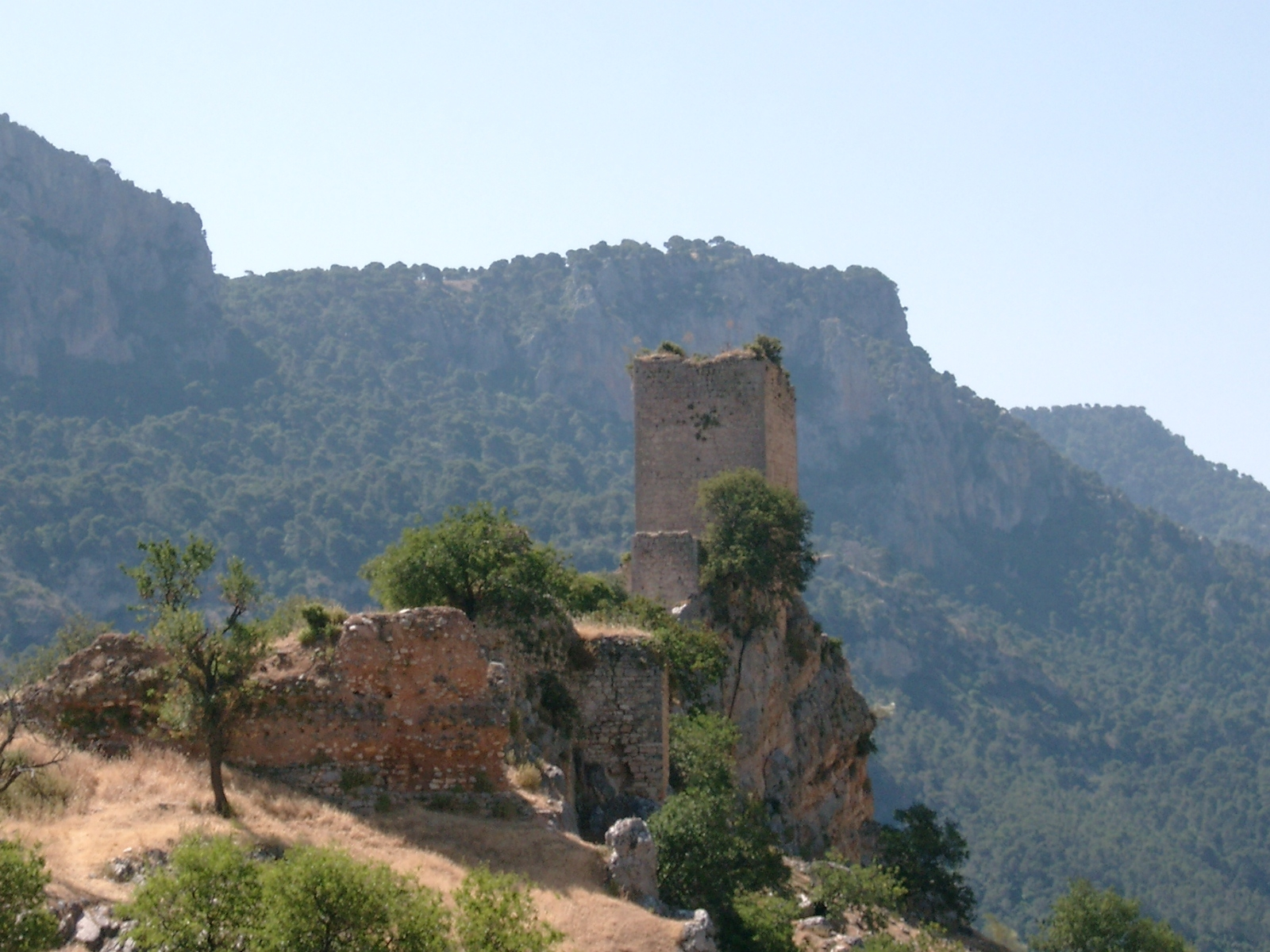
L'ancienne place forte d'Otíñar (Province de Jaén).

Les premières opérations militaires sont menées dès 1224 dans la région du haut-Guadalquivir. Les villes de Cazorla, d'Úbeda, de Baeza, d'Andújar, d'Otíñar (à proximité de Jaén) et d'autres sont attaquées par les armées castillanes. Il s'agit d'opérations de faible envergure, destinées prioritairement à préparer le terrain pour de futures conquêtes. Cette première phase s'interrompt avec la mort d'Alphonse IX de León et les tractations qui mènent à l'union de la Castille et du León.
Renforcées par cette nouvelle configuration de la couronne, les troupes reprennent leurs chevauchées en 1233, avec la conquête de Baeza. Al-Andalus est alors en pleine décomposition : des chefs de guerre locaux se proclament rois dans tous les territoires musulmans et rejoignent la cause des plus puissants au premier rang desquels Ibn Hud, maître du sud-est de la péninsule, et Ibn Nasr, autoproclamé roi d'Andújar, qui étend son autorité aux royaumes de Grenade et de Jaén. Le roi de Castille organise à cette période de longues campagnes estivales et charge ses sujets, laïcs ou religieux, de la conquête de telle ou telle place forte, qui reviennent alors aux nobles victorieux.

### Les grandes conquêtes: Cordoue, Murcie et Jaén

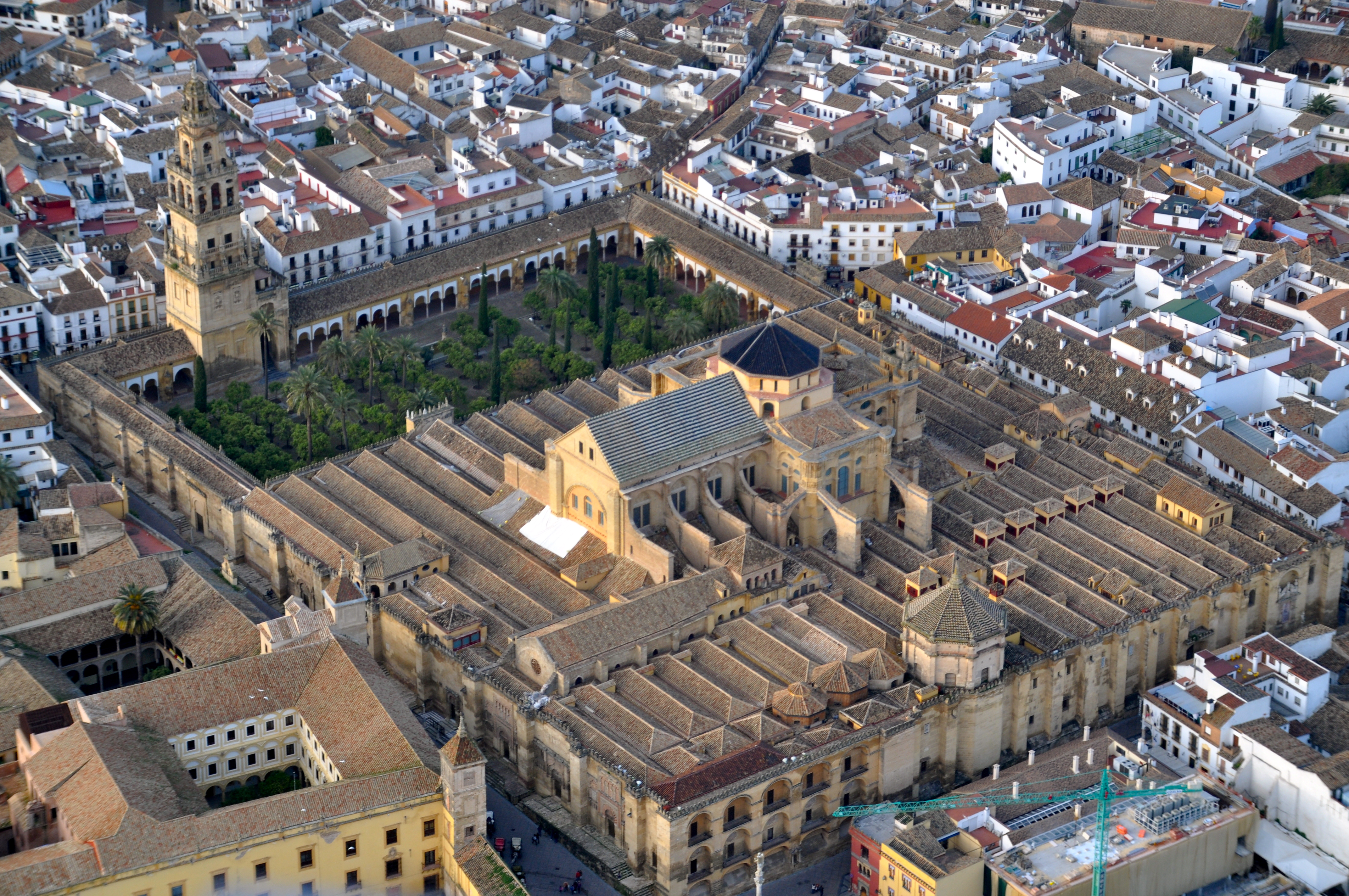
Vue aérienne de la ville de Cordoue, conquise en 1236, dont la grande mosquée est reconvertie en église puis en cathédrale.

Les évènements s'accélèrent en 1236. En l'absence de Ferdinand III, quelques nobles attaquent la ville de Cordoue, avec l'aide de Maures hostiles au pouvoir local. Les Castillans se rendent maîtres du faubourg de l'Axarquía et le monarque, averti, vient les appuyer : le pouvoir musulman, détenant la ville, capitule sans offrir de résistance, en l'absence de secours extérieurs. Le symbole est puissant : l'ancienne capitale des Omeyyades échappe définitivement aux Maures après plus de cinq siècles de présence. La méthode appliquée après ce succès retentissant est dès lors reproduite pour chaque victoire. Sans hostilité à leur égard, les Maures sont simplement priés de quitter la ville, sains et saufs. Après leur départ, les troupes castillanes investissent la ville, ce qui, du point de vue espagnol, est vécu comme une libération. Le 29 juin, la reconversion de la grande mosquée de Cordoue de nouveau en église (en effet, elle était à l'origine une cathédrale wisigothique), constitue l'acte le plus symbolique. L'année suivante, en 1237, elle est de nouveau élevée au rang de cathédrale. S'ensuit la conquête du royaume de Cordoue, afin de sécuriser la cité nouvellement libérée. Ces campagnes de conquête s'inscrivent dans la durée, sans précipitation de la part de Ferdinand III, et voient successivement tomber des cités telles qu'Almodóvar del Río, Aguilar de la Frontera, ou Écija.
La décennie 1240 est le théâtre d'autres conquêtes d'importance pour Ferdinand III. En 1243, les gouverneurs de la taïfa de Murcie viennent à la rencontre de l'infant Alphonse. Les dignitaires se soumettent à la Castille, afin de se prémunir face aux menaces d'Aragon (récents conquérants du royaume de Valence) et des Nasrides de plus en plus puissants. Alphonse prend possession du royaume au nom de son père, ajoutant ainsi une nouvelle pièce maîtresse au dispositif castillan, d'autant plus précieuse que Ferdinand III dispose désormais, pour la première fois, d'un accès à la Méditerranée. En échange de leur soumission, les habitants du royaume de Murcie conservent le droit de résider sur leurs terres, particulièrement fertiles.
En 1244, Ferdinand III fait signer par son fils Alphonse le traité d'Almizra, qui définit les frontières exactes entre la Castille et l'Aragon ; ce dernier royaume arrive ainsi au terme de ses possibilités de conquêtes péninsulaires et se lance alors dans sa phase d'expansion méditerranéenne. Le roi séjourne avec sa mère durant un mois et demi au Pozuelo, dans la Manche. Il y rencontre pour la dernière fois sa mère, Bérengère, qui meurt deux années plus tard. Après ces quelques semaines dans la région de Cuenca, le roi repart définitivement pour l'Andalousie qu'il ne quitte plus jusqu'à sa mort. Les campagnes se succèdent à un rythme quasiment ininterrompu, alternant sans relâche conquêtes, chevauchées et autres sacs dans les royaumes ennemis.

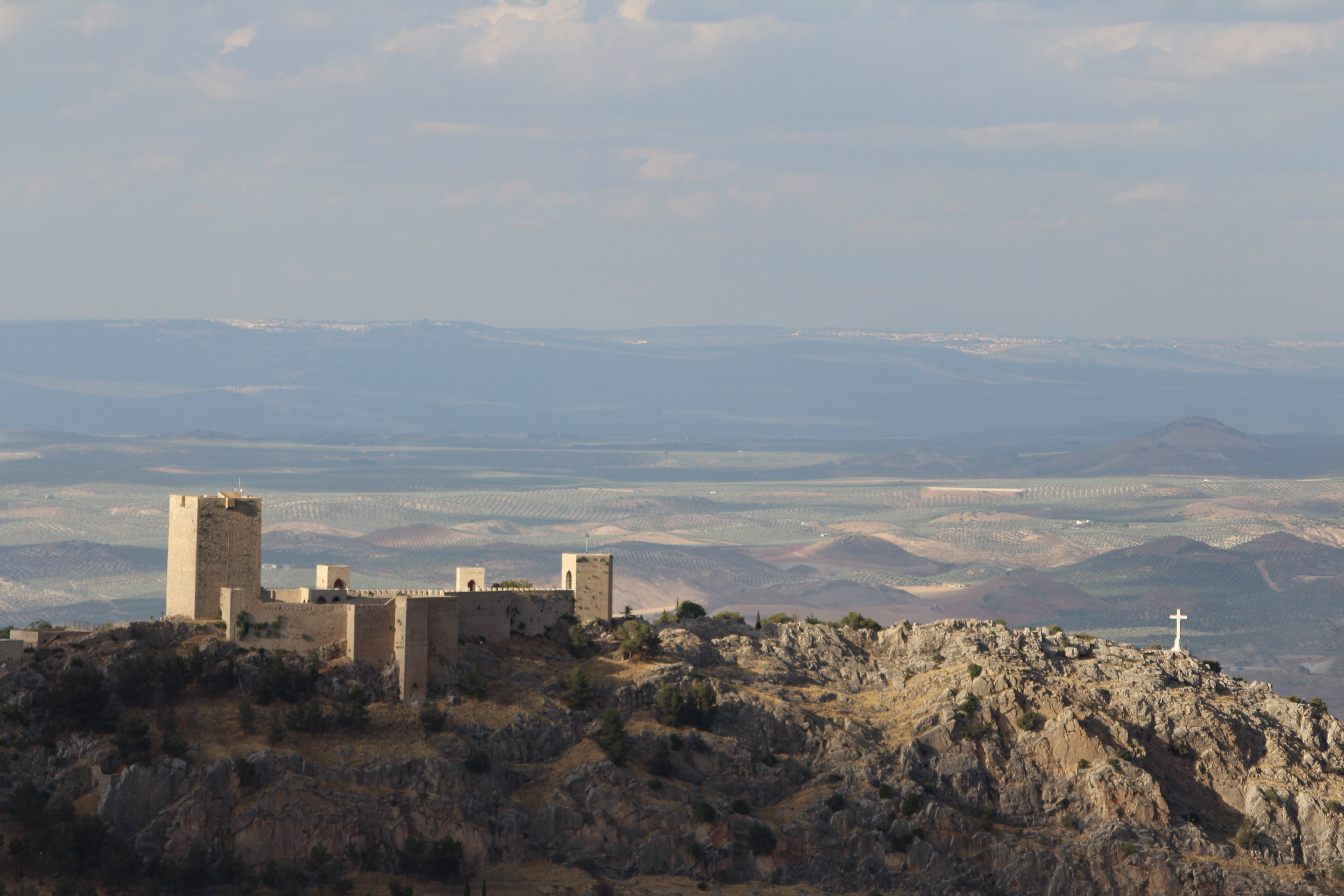
La forteresse de Jaén.

En 1246, Ferdinand III prend, après deux sièges infructueux, Jaén et sa forteresse réputée inexpugnable. La capitulation est signée par Ibn Nasr, souverain de Grenade. Ferdinand III obtient le départ de tous les musulmans, et, surtout, la soumission du roi nasride par pacte de vasselage. Les territoires de ce dernier, tout en gardant leur autonomie, sont désormais unis à la Castille ; Ibn Nasr s'engage à rendre hommage à Ferdinand III, à lui verser une somme annuelle conséquente et à lui prêter aide et conseil comme tout vassal.

### Conquête de Séville

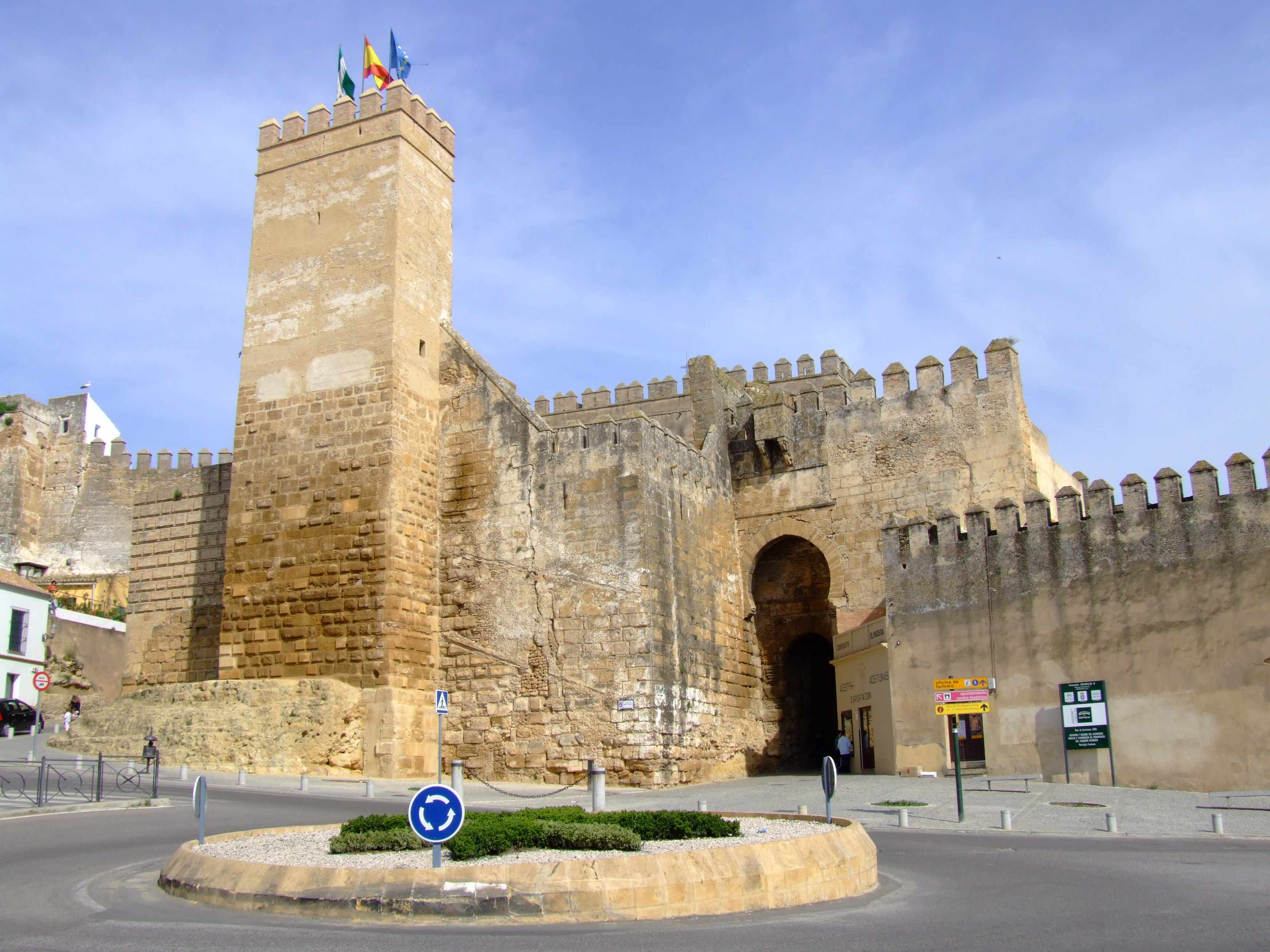
Les fortifications de Carmona.

Enthousiasmé par ce succès, Ferdinand III se dirige dès la conquête de Jaén, vers son principal objectif : Séville. En 1247, le roi organise l'offensive depuis Cordoue, qui devient le point de concentration des troupes. Les alentours de la cité almohade commencent à faire l'objet de chevauchées et de sièges victorieux : Alcalá de Guadaíra, Gerena, Guillena, Carmona, Lora del Río, Setefilla (es), Cantillana, Alcalá del Río et d'autres places fortes sont prises afin de libérer les accès à Séville et d'écarter tout danger extérieur lors du siège. Les défenses de Séville sont solides et la population nombreuse. L'implication d'Ibn Nasr est exemplaire durant cette phase : le Nasride respecte scrupuleusement ses engagements.

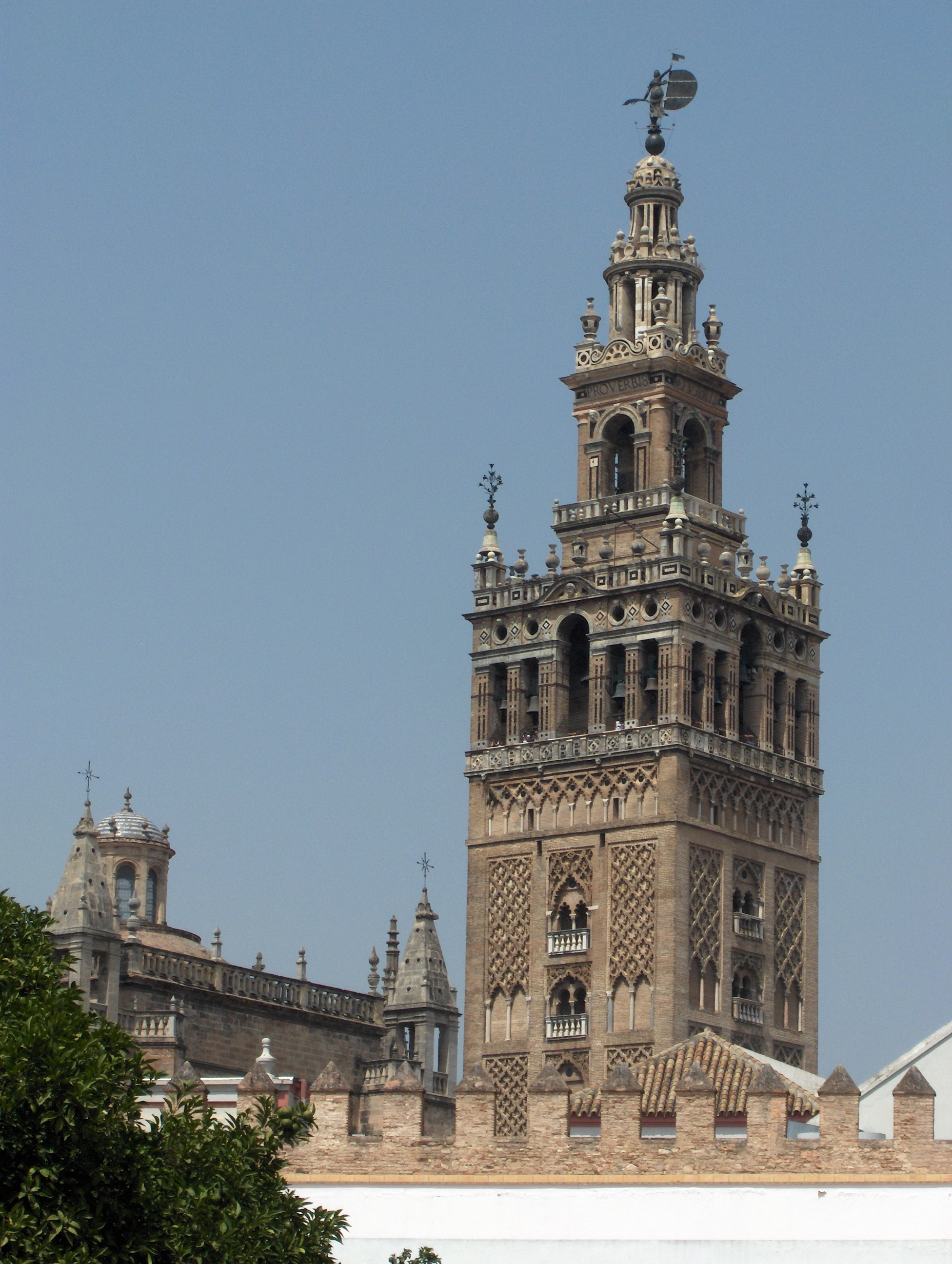
La Giralda, ancien minaret de la mosquée de Séville, devenu en 1248 le clocher de la cathédrale Notre-Dame.

Au mois d'août 1247, Ferdinand III met le siège devant Séville. Des éléments aragonais et français renforcent ses troupes, qui chevauchent dans les alentours de la ville, afin de repousser les assauts des Sévillans. Ferdinand III fait également venir une flotte en provenance des ports du golfe de Gascogne, menée par l'amiral Ramón Bonifaz (es). La force et l'organisation de l'armée de Ferdinand III peinent à faire plier la cité, qui capitule enfin après plus d'un an et demi de siège. Le 23 novembre 1248, l'alcazar est remis aux Castillans. Les musulmans disposent d'un délai d'un mois pour évacuer la ville. Un mois plus tard, le 22 décembre, Ferdinand III fait son entrée solennelle dans la ville. Après Cordoue, c'était un autre lieu symbolique qui intégrait la couronne de Castille : la ville de saint Isidore, cité opulente et commerciale, porte du bas-Guadalquivir. L'évènement connait un retentissement extraordinaire dans toute la chrétienté et les pages que consacre la Primera Crónica General de España à ces heures de l'histoire du royaume témoignent de la ferveur soulevée par la prise de la cité.
Ferdinand III réside désormais de manière permanente à Séville, d'où il continue à mener de brillantes campagnes dans le sud de l'Andalousie. Conquêtes et soumissions par pactes assurent une assise plus confortable au roi et garantissent la sécurité de Séville. Il meurt le 30 mai 1252 à Séville. Sa dépouille est déposée dans la cathédrale de Séville.

## Bilan

### Des succès incontestables
Ferdinand III laisse derrière lui un bilan des plus positifs pour la couronne de Castille. Il a d'une part scellé l'union des royaumes de Castille et de León, donnant ainsi naissance à un ensemble d'une puissance colossale dans le contexte péninsulaire. Une puissance qui imposera, avec le temps, son hégémonie à l'ensemble des royaumes ibériques, à l'exception du Portugal.

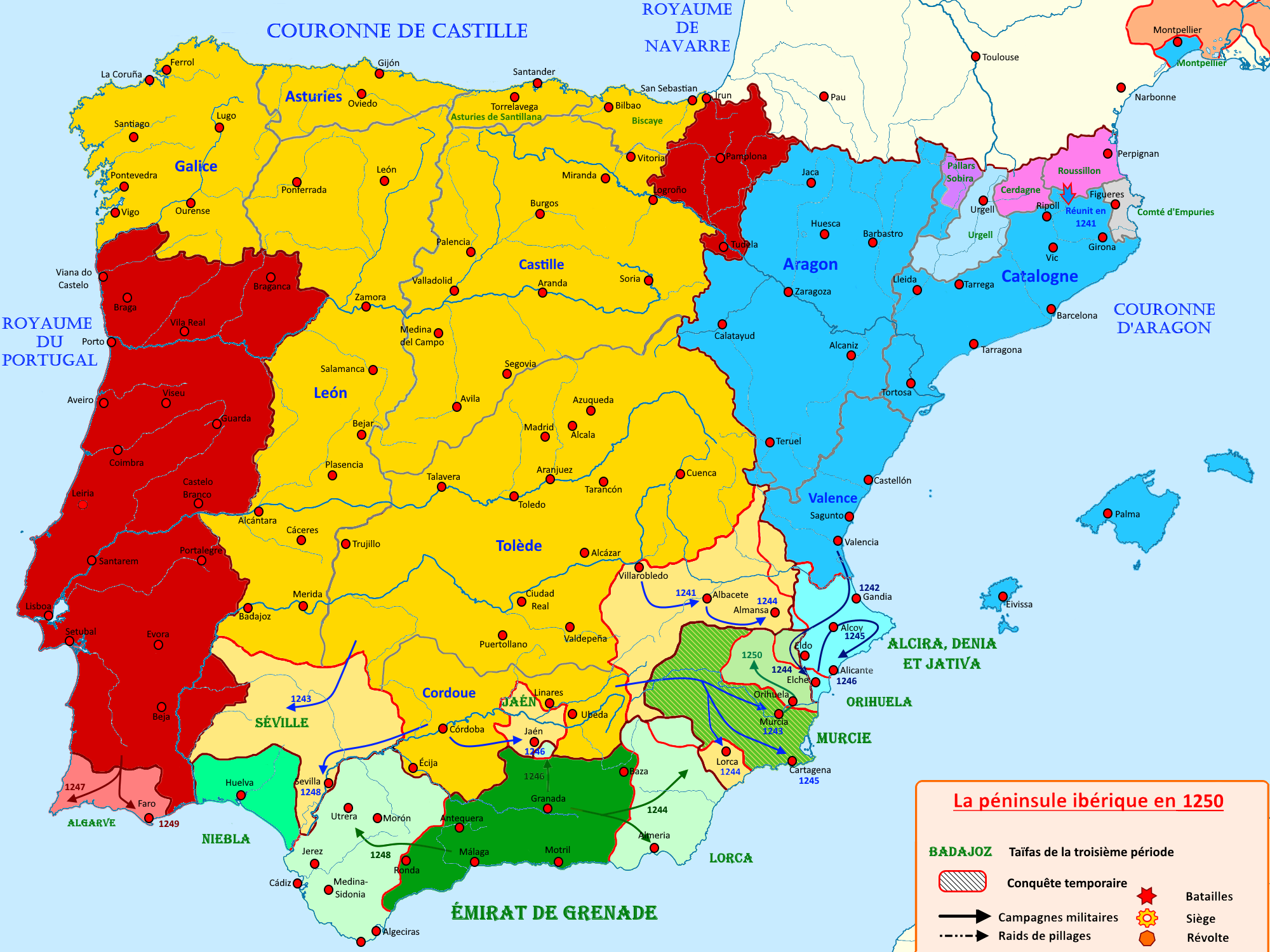
La péninsule ibérique en 1250, après la conquête de Séville.

Ferdinand III et son épée Lobera sur le blason de la ville de Séville.

Sous son règne fut considérablement renforcée l'autorité royale : Ferdinand III avait réuni sous sa bannière toutes les forces vives du royaume dans l'objectif de conquérir l'Andalousie. Avec l'aide de sa mère, et des fidèles, parmi lesquels l'archevêque de Tolède, il fit usage d'un tact politique d'une grande finesse et utilisa la noblesse pour assouvir ses ambitions. Celle-ci, appâtée par les gains qu'elle pouvait retirer de l'expansion méridionale du royaume, ne put qu'acquiescer à l'appel du roi. Ferdinand III introduisit  les premières réformes juridiques importantes, avec la traduction en castillan du Liber Judiciorum des Wisigoths et son application sous la forme du Fuero Juzgo. Ce code de droit local fut octroyé à de nombreuses villes nouvellement conquises. Dans les villes plus septentrionales, les fors et franchises furent distribués généreusement par le roi, qui s'appuyait beaucoup sur les concejos des villes pour mener sa politique.
Ce fut à la conquête de l'Andalousie que Ferdinand III dut sa renommée. Jamais auparavant un roi n'avait accru de manière aussi importante et rapide les domaines de la couronne. Sa lutte contre les Maures fut saluée et reconnue. Son fils Alphonse laissa transparaître dans ses œuvres une admiration réelle pour son prédécesseur. À la mort du roi, plus aucune terre d'Espagne n'échappait au contrôle des chrétiens : conquis, rattachés ou soumis par pactes de vasselage (Grenade), les royaumes musulmans d'Andalousie étaient désormais tous dominés par la Castille. La puissance et la gloire que put en tirer le royaume étaient considérables. Ferdinand III et la Castille se présentaient à l'Occident comme les défenseurs de la foi chrétienne et comme une redoutable machine de guerre, contrôlant désormais des terres vastes et fertiles. Ordre intérieur, service de la foi, politique extérieure offensive et efficace : la Castille que Ferdinand III léguait apparaissait comme un ensemble solide, et sur lequel il fallait désormais compter.

### Un héritage fragile
Il convient de nuancer ce bilan. Si la brillante politique de Ferdinand III permit effectivement d'engranger tous ces succès d'ordre intérieur et extérieur, il n'en reste pas moins que les conséquences à moyen terme et la gestion de cette nouvelle configuration du royaume retomberont sur son fils, qui accumulera les difficultés. 
La conquête de la région du Guadalquivir impliquait deux conséquences majeures et paradoxales. Les terres vidées de leurs habitants musulmans étaient désormais à repeupler et le travail était à peine entamé en 1252. C'est à une tâche immense qu'allait devoir s'atteler Alphonse X : faire venir du Nord du royaume des milliers d'hommes et de femmes prêts à s'investir dans le repeuplement et la réorganisation de l'espace et de l'activité économique d'une région vidée de ses occupants. La mainmise des plus puissants sur la majorité des terres, le climat, les incursions fréquentes de musulmans finirent par décourager nombre de paysans volontaires, qui repartirent vers leurs régions d'origine. Le repeuplement allait requérir des décennies de labeur et de patience. D'autre part, les villes et campagnes où les musulmans avaient été autorisés à demeurer (principalement le royaume de Murcie et l'extrême sud de l'Andalousie, autour de Jerez de la Frontera et Niebla) se montreront rétives à l'autorité castillane. La grande révolte des mudéjars de 1264 menaça sérieusement la présence castillane. Pis encore, le moindre mouvement de révolte réveillait l'intérêt et les ardeurs de quelques chefs locaux et du roi de Grenade. Enfin, la noblesse, privée de nouvelles ressources par la raréfaction des terres à conquérir, n'allait pas tarder à revenir à ses basses manœuvres rebelles.
Certes, la personnalité même d'Alphonse X peut expliquer ces difficultés. Il est évident que Ferdinand III, victorieux, lègue à son fils un pays à reconstruire, à structurer et à inventer. En cela, il n'est pas exagéré d'estimer qu'Alphonse X hérite du plus difficile : jeter les bases d'une nouvelle organisation sociale, politique et économique, dans une région absorbée en un temps record, peut-être même trop rapidement. Ceci interroge sur les capacités pour un royaume médiéval comme la Castille à assimiler de tels espaces en si peu de temps. La Reconquête s'arrêta à cette époque. Des avancées ne furent obtenues que deux siècles plus tard, sous le règne des Rois catholiques.
Ferdinand III, à l'image de son cousin Saint Louis en France, reste l'un des monarques les plus admirables du Moyen Âge espagnol.

## Mariages et descendance
Ferdinand III épousa en premières noces Béatrice de Souabe, fille de Philippe de Souabe, roi des Romains (1198-1208) et d'Irène Ange de Constantinople. De cette union naquirent  :                                

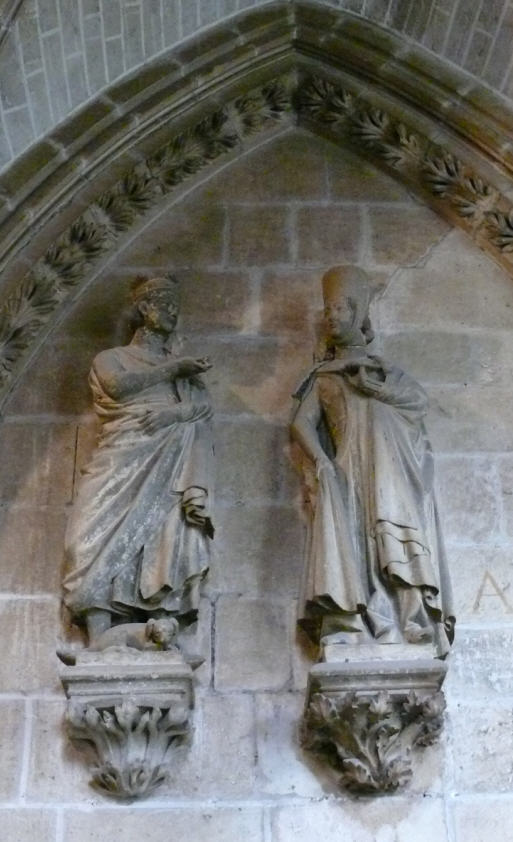
Ferdinand III et sa première épouse Béatrice de Souabe.

- Alphonse X le Sage (1221-1284), roi de Castille et León (1252–1284), son successeur ;
- Fadrique (es) (1223–1277), qui se rebella contre son frère et fut sommairement exécuté, sur ordres de ce dernier selon certaines sources ;
- Ferdinand (es) (1225–1243/48) ;
- Éléonore (1227–?) ;
- Bérengère (es) (1228–1288), qui fut moniale au monastère royal de las Huelgas de Burgos ;
- Henri (1230–1304) ; dit « le sénateur » marié en 1300 avec Juana Nunez de Lara (es) dite « le papillon » (vers 1285 morte à Palencia en 1351) – sans postérité ;
- Philippe (1231–1274), qui devait intégrer le clergé, mais décida de se marier en premières noces le 31 mars 1258 avec Christina, la fille du roi Håkon IV de Norvège ; puis en secondes noces avant 1269 avec Léonor Ruiz de Castro (es) ;
- Sanche (es) (1233–1261), archevêque de Séville, puis de Tolède ;
- Manuel (es) (1234–1283), le père de don Juan Manuel ;
- Marie (es) (?–1235).

À la suite de la mort de sa première épouse en 1235, Ferdinand III épousa en 1237 Jeanne de Dammartin, dont il eut cinq enfants  :    
- Ferdinand (1239-1269), comte d'Aumale ;
- Éléonore (1241 - 1290), qui épousera en 1254 Édouard Ier d'Angleterre ;
- Louis (es) (1243-1269) ;
- Ximen (1244- ?) ;
- Jean (1245- ?).

## Un saint catholique
Fêté le 30 mai, il est le saint patron : 
- de Séville, en Espagne ;
- de l'Université de La Laguna ;
- du diocèse de Tenerife[2] ;
- de San Fernando de Apure, au Venezuela ;
- de San Fernando (Californie), aux États-Unis ;
- de l'Institut Saint-Ferdinand (Jemappes), en Belgique.

Ses reliques incorrompues restent dans la cathédrale de Séville.

## Églises dédiées
- l'Église Saint-Ferdinand-des-Ternes à Paris.
- l’église Saint-Ferdinand à Bordeaux

L'église Saint Ferdinand à Arcachon